# Archibracon servillei
Archibracon servillei är en stekelart som först beskrevs av Brulle 1846.  Archibracon servillei ingår i släktet Archibracon och familjen bracksteklar. Inga underarter finns listade.